# 連交厝
連交厝，是臺灣彰化縣埤頭鄉的一個傳統地域名稱，位於該鄉中部。相較於今日行政區，其範圍大致包括平原村不含北端、崙腳村不含東南部和平路以西地帶。

## 歷史
台灣清治末期至日治初期，連交厝地區為一街庄，稱為「連交厝庄」，隸屬於東螺西堡。該庄東北與埤頭庄為鄰，東與牛稠仔庄為鄰，南邊為三塊厝庄，西邊及北邊為小埔心庄。
1901年（日治明治三十四年）11月，全台廢縣廳改設二十廳，該庄隸屬於彰化廳。1903年（明治三十六年）6月，該庄編入「小埔心區」，隸屬於彰化廳。1909年（明治四十二年）10月，合併二十廳為十二廳，小埔心區改隸屬於臺中廳。1920年（大正九年），廢廳、支廳、區、街庄（舊制）改設州、郡、街庄（新制）、大字，該庄改制為「連交厝」大字，隸屬於臺中州北斗郡埤頭庄。
戰後埤頭庄改制為埤頭鄉，隸屬於臺中縣，大字亦改制為村。1950年10月，中、彰、投分治，埤頭鄉改隸屬彰化縣。

## 聚落
本地區發展較早的聚落為連交厝、崙仔腳，在日治期初期的官方地圖上已有記載。

## 交通
省道台19線（東環路二段）又稱「中央公路」，是彰化至台南永康的幹道，其繞過埤頭市區的東側外環道大致先以北北東—南南西走向經過本地區東部凸出部分，再以北北東—南南西走向繞彎道轉東北—西南走向經過本地區東南部凸出部分。由該道路北段向北北東繞大彎轉西北再轉北北東可前往溪湖、埔鹽、福興東南端、秀水等地，向西南繞大彎轉西微北再轉西南可前往竹塘、二崙、崙背、土庫西北端、褒忠等地。
縣道145號（彰水路三段～二段）是埤頭至六腳鄉港尾寮的道路，其北側端點位於本地區西北部邊界外不遠處的縣道150號路口。由此向南南西轉南至本地區西部邊界北端轉南沿邊界地帶而行，出境後經省道台19線路口可前往西螺、虎尾、土庫、元長等地。
縣道150號（斗苑東路）是芳苑至南投的道路，大致以西北西—東南東走向經過本地區北部西側凸出部分。由該道路向西北西可前往埤頭市區、二林、芳苑並止於省道台17線舊線路口，向東南東經省道台19線路口後轉東南可前往國道1號北斗交流道、北斗、田中、名間西北部、南投等地。
鄉道彰152線（稻香路）是海豐崙至小埔心的道路，其西南側端點位於本地區西部邊界偏北外緣的省道台19線舊線（彰水路三段）路口。由此向東入境後轉東南東再轉東微南，於連交厝聚落西南側經鄉道彰183線起點路口，其後轉東北東由本地區東部凸出部分北側邊界出境後，轉東北經省道台19線路口、縣道150號路口後，可前往埤頭、溪子頂西端、溪子頂與海豐崙交界地帶並止於鄉道彰141線路口。
鄉道彰183線（和平路）是連交厝至瓦厝的道路，其北側端點位於本地區北部的鄉道彰152線路口。由此向南轉東南蜿蜒而行，經省道台19線路口後出境，可前往三塊厝與牛稠子交界地帶、牛稠子、新庄子、國道1號高架橋下及其兩側之北斗交流道溪州連絡道路口、新庄子與溪州交界地帶並止於縣道152號路口。

## 學校
- 埤頭國中

## 產業
- 埤頭工業區